# Pennithera ulicata
Pennithera ulicata là một loài bướm đêm trong họ Geometridae.